# 圣埃斯皮里图-皮尼亚尔
圣埃斯皮里图-皮尼亚尔（葡萄牙語：Espírito Santo do Pinhal）是巴西圣保罗州的一个市镇。总面积390.413平方公里，总人口42260人，人口密度108.2人/平方公里。